# Anti-aromatische verbinding

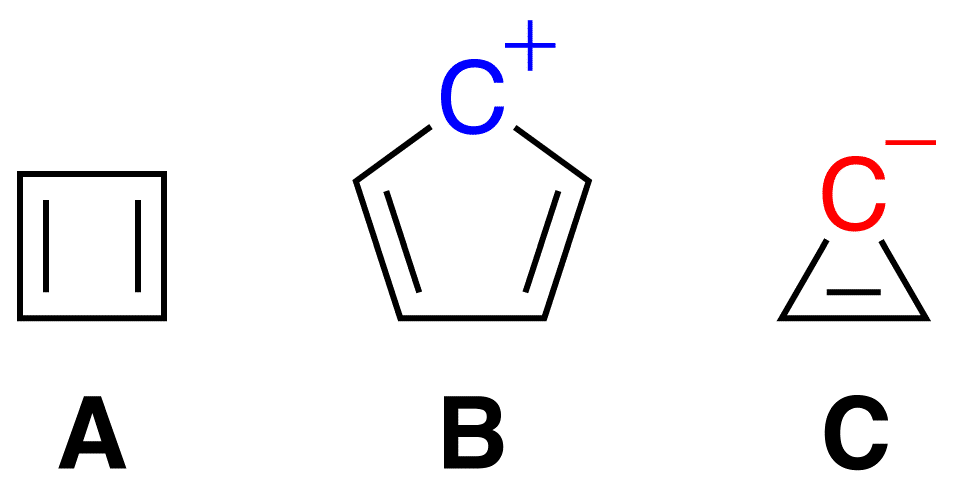
Anti-aromatische verbindingen: cyclobutadieen (A), het cyclopentadiënylkation (B) en het cyclopropenylanion (C).

Een anti-aromatische verbinding is in de organische chemie een organische verbinding waarin het aantal gedelokaliseerde π-elektronen 4n (met n = 1, 2, ...) bedraagt. Hierin verschilt het van een aromatisch systeem, waarvan de regel van Hückel zegt dat dat een cyclisch, vlak, volledig geconjugeerd systeem is met juist 4n+2 (met n = 1, 2, ...) gedelokaliseerde π-elektronen. 
De criteria van de IUPAC om over een anti-aromatisch systeem te kunnen spreken zijn:
- De verbinding heeft 4n (met n = 1, 2, ...) π-elektronen.
- De verbinding bezit een geconjugeerd π-systeem.
- De verbinding is cyclisch.
- De verbinding is vlak.

Anti-aromatische systemen zijn, in tegenstelling tot aromatische systemen, vaak bijzonder onstabiel. Veel hypothetische anti-aromatische systemen zijn in werkelijkheid zelfs helemaal niet te bereiden. Een klassiek voorbeeld van een bestaande anti-aromatische verbinding is cyclobutadieen (4 gedelokaliseerde π-elektronen), dat enkel stabiel is in een vaste matrix bij zeer lage temperatuur (minder dan 20 K). Hypothetisch zijn de anti-aromatische ionen, zoals het cyclopentadiënylkation en het cyclopropenylanion, beide met 4 gedelokaliseerde π-elektronen. Cyclo-octatetraeen (8 π-elektronen) is niet vlak, en is daarmee noch aromatisch noch anti-aromatisch (de π-elektronen zijn bijgevolg ook niet gedelokaliseerd). De verbinding vertoont ook niet de typerende instabiliteit van een anti-aromatische verbinding.